# Central Nuclear Laguna Verde
La Central Nuclear Laguna Verde es la única central nuclear de generación eléctrica de México. Se encuentra en el municipio de Alto Lucero de Gutiérrez Barrios, en el estado de Veracruz. Es administrada por la Comisión Federal de Electricidad. Cuenta con una capacidad de 1640 MW instalada en dos unidades generadoras de 820 MW eléctricos cada una. Está certificada por el organismo regulador nuclear de México, la Comisión Nacional de Seguridad Nuclear y Salvaguardias. La Secretaría de Energía otorgó las licencias para operación comercial a la unidad 1 el 29 de julio de 1990 y a la unidad 2 el 10 de abril de 1995. La central es propiedad de la CFE (Comisión Federal de Electricidad), y es operada y administrada por esta a través de la Coordinación Corporativa Nuclear. Además, está sujeta a la supervisión de organismos nacionales e internacionales, que tienen como objetivo asegurar que cumpla con las regulaciones necesarias para operar de forma segura.

## Ubicación
La central nuclear está  sobre la costa del Golfo de México en el kilómetro 42.5 de la carretera federal Cardel-Nautla, en la localidad de Palma Sola, municipio de Alto Lucero de Gutiérrez Barrios, Ver. Cuenta con un superficie de 370 ha; está a 60.8 km al noreste de la ciudad de Xalapa, 72 km al noroeste de la Ciudad de Veracruz y a 272 km al noreste de la Ciudad de México.

## Historia
La idea de colocar reactores nucleares de potencia en México surgió en el marco de la promoción internacional de tecnología nuclear a mediados del decenio de los años cincuenta de la mano del programa “Átomos para la paz” de Estados Unidos y la Organización de las Naciones Unidas. Para finales de la década, técnicos y científicos mexicanos, asociados a las tareas universitarias o a las labores en compañías extranjeras de electricidad, promovieron la realización de conferencias y seminarios sobre la energía nuclear y sus aplicaciones.
Informes respaldados por científicos e investigadores como José Ortiz Tirado (presidente de la Comisión Nacional de Energía Nuclear, fundada en 1956) y el doctor Nabor Carrillo Flores, señalaban como probables lugares de instalación el Distrito Federal, Monterrey y Chihuahua. Más tarde, en 1966, la Comisión Federal de Electricidad comenzó un estudio de factibilidad para instalar una planta nucleoeléctrica en México. La CFE contó con la asesoría del Grupo de Análisis de Decisiones de Stanford Research Institute. Alrededor de octubre de ese mismo año, se mencionaron como posibles lugares: Valle de Bravo, Apasco y por primera vez, Laguna Verde. En 1968, se formalizó ante el presidente Gustavo Díaz Ordaz, la solicitud para la instalación de una central con un reactor de 654MWe en Laguna Verde, Veracruz.

Localización del municipio de Alto Lucero de Gutiérrez Barrios en el estado de Veracruz, lugar donde se encuentra la Central Nuclear de Laguna Verde.

Durante 1969, se llevó a cabo el concurso para ganar la licitación del reactor y el turbogenerador. Un año más tarde comenzó la recepción de propuestas, pero el cambio de gobierno (Luis Echeverría tomó posesión el primero de diciembre de 1970) entorpeció el proceso. Fue hasta 1972 que se decidió acelerar el proyecto. En mayo se firmó el contrato con General Electric para la compra del reactor y con Mitsubishi para la del turbogenerador. En agosto del mismo año comenzaron los trabajos de ingeniería. Debido a problemas con las licitaciones de construcción y con el Sindicato Único de Trabajadores Electricistas de la República Mexicana (SUTERM), los trabajos de construcción comenzaron hasta 1976.

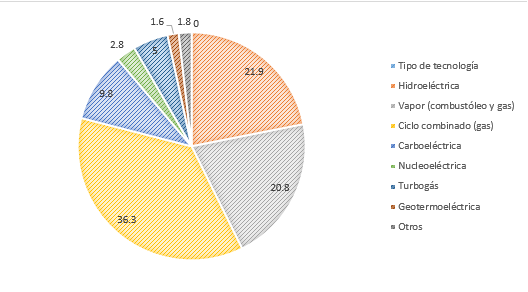
Porcentaje de capacidad efectiva de generación de energía en MW por tecnología en 2015. Total: 54,822.2 (MW).

En enero de 1978, Estados Unidos suspendió el suministro de uranio enriquecido hacia México, alegando no haber llegado a un acuerdo en la transferencia de tecnología ni en el procesamiento de la energía nuclear. El problema principal fue que México no estaba dispuesto a dar a los Estados Unidos los residuos de uranio producidos por la Central de Laguna Verde y que, Estados Unidos temía, podían ser usados para la fabricación de armas nucleares. El embargo se levantó casi un año después cuando se permitió a un equipo del país norteamericano visitar las instalaciones de Laguna Verde.
En 1982, un recorte presupuestal disminuyó el ritmo de construcción de la primera unidad y suspendió temporalmente la obra en la unidad dos. Durante 1986 y 1987, se visibilizaron las primeras protestas importantes en contra de la construcción y operación de la central nuclear.
El 29 de julio de 1990 comenzó a operar la unidad uno y la unidad dos el 10 de abril de 1995.
En 2007, la CFE firmó una licitación con Iberdrola y Alstom para mejorar la capacidad en un 20 % (el equivalente a 255 MW) y cambiar los turbogeneradores. La actualización culminó en 2013.
En la XIX Cumbre Iberoamericana de Jefes de Estado y de Gobierno que se celebró en la Ciudad de Estoril, Portugal, el entonces presidente de México, Felipe Calderón Hinojosa, entregó el Premio Iberoamericano de Calidad “ORO” 2009 a la Central Nucleoeléctrica Laguna Verde. El premio fue otorgado "tras la evaluación realizada por once expertos internacionales en materia de calidad total, quienes destacaron sus fortalezas en: procesos y sistemas de gestión de clase mundial con un enfoque creativo e innovador; excelentes resultados técnicos y financieros; empresa del conocimiento con enfoque hacia la mejora continua; profundo respeto al medio ambiente y compromiso con la responsabilidad social; transparencia y personal de alto desempeño con un gran sentido de pertenencia."
En 2015, obtuvo el Premio Internacional de Calidad de categoría World Class, que otorga la Organización para la Calidad de Asia-Pacífico (OPQO). El premio "reconoce los altos estándares de calidad en la administración de los procesos de la planta, en su planeación estratégica, enfoque al cliente, enfoque al mercado y los resultados de negocios de esta, entre otros indicadores."
Según la Comisión Federal de Electricidad “durante 2015, la Central Laguna Verde generó 11 176.5 GWh (gigavatios hora), siendo la generación neta histórica más alta tomando en cuenta que se tuvo una recarga de combustible en el año 2015”.

### Controversia

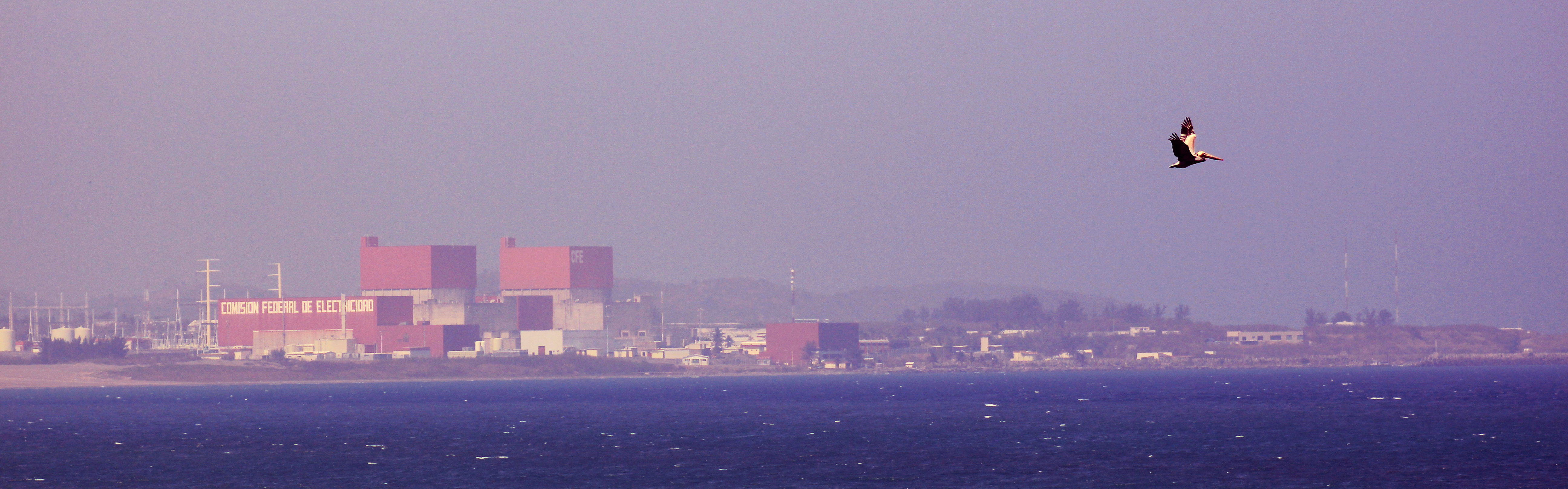
Laguna Verde y el vuelo de un pelícano

El movimiento antinuclear en todo México comenzó a principios de los años ochenta como protesta para evitar la construcción de un Centro de Ingeniería de Reactores (CIR) en la comunidad de Santa Fe de la Laguna en Michoacán, a orillas del lago de Pátzcuaro. Diversas organizaciones, como el Comité de Defensa Ecológica de Michoacán e investigadores de instituciones educativas, como El Colegio de México y la Universidad Autónoma Metropolitana, se pronunciaron en contra de la construcción del CIR porque ponía en riesgo la integridad ecológica del río. Frente a las protestas y la inconformidad, el gobernador de Michoacán, Cuauhtémoc Cárdenas Solórzano intervino y pidió la cancelación del proyecto. Tras la victoria, el movimiento antinuclear mexicano perdió importancia.
Después del accidente de Chernóbil en abril de 1986, la construcción de la Central Nucleoeléctrica de Laguna Verde fue ampliamente criticada. Uno de los grupos más importantes de oposición a la planta posterior a 1986 fue el de Madres Veracruzanas, una organización antinuclear fundada ese mismo año por temor a que ocurriera un accidente en Laguna Verde. Campesinos de Palma Sola (la comunidad más cercana a la central nuclear) organizaron un bloqueo en la carretera del Golfo en junio de 1988, que duró tres días antes de ser retirado por fuerzas federales.
El 23 de noviembre de 1989, las Madres Veracruzanas se reunieron con el presidente Carlos Salinas de Gortari, que no estuvo de acuerdo en cerrar la planta y que expresó que era inviable convertir la nucleoeléctrica en una central de ciclo combinado. Al finalizar la reunión, el presidente prometió que se conformaría un equipo de expertos independientes que analizarían los riesgos de seguridad de la central, algo que nunca ocurrió.
Para 1990, cuando la central inició operaciones, el movimiento había perdido militancia y sólo realizó breves protestas en Xalapa.

## Funcionamiento y seguridad

Esquema de funcionamiento de un BWR, el tipo de reactor usado en la Central Nuclear Laguna Verde.
1 = Vasija del reactor;
2 = Elemento de fisión;
3 = Barras de control;
4 = Bombas de circulación;
5 = Motores de las barras de control;
6 = Vapor;
7 = Entrada de agua;
8 = Turbina de alta presión;
9 = Turbina de baja presión;
10 = Generador eléctrico;
11 = Excitador del generador eléctrico;
12 = Condensador de vapor;
13 = Agua fría para el condensador;
14 = Precalentador;
15 = Bomba de circulación de agua;
16 = Bomba de agua fría del condensador;
17 = Cámara de concreto;
18 = Conexión a la red eléctrica

La central Nucleoelectrica de Laguna Verde cuenta con dos reactores de agua hirviente (o en ebullición) General Electric (BWR-5), que utilizan uranio enriquecido al 4 o 5 %. La fisión se crea a partir del uso de neutrones que chocan con los átomos de uranio (en este caso). Al llevarse a cabo la reacción, denominada reacción en cadena, se libera energía en forma de calor, esta energía calienta el agua dentro del reactor y provoca que se convierta en vapor. Este a su vez fluye a través de tuberías y conductos hasta llegar a las turbinas, las cuales se mueven y transfieren el movimiento al generador que se encarga de producir electricidad, la cual se conecta a la red nacional de electricidad.
El vapor de salida de las turbinas se descarga en el condensador, condensándose por efecto de la refrigeración del mismo mediante agua de mar. Una vez en forma líquida en el condensador, el agua se re-circula al reactor para volver a iniciar el proceso nuevamente.
El reactor cuenta con sistemas de seguridad redundantes. Para controlar la reacción dentro del reactor se utilizan barras de control tipo cruciformes. Estas barras de control se introducen y se sacan del reactor de acuerdo al uso y necesidad de energía. Las barras contienen carburo de boro que se encargan de absorber neutrones y detener la reacción en cadena. En caso de que las barras no se introdujeran de manera adecuada, el reactor cuenta con un sistema que se encarga de apagar el reactor de manera alternativa a las barras de control. Este sistema utiliza una solución de pentaborato de sodio, el cual es inyectado al reactor para detener las reacciones de fisión de manera controlada, permitiendo así el apagado del reactor de forma controlada.

## Tabla de datos generales
| Concepto                                 | Información |
| ---------------------------------------- | --- |
| Número de Unidades                       | 2 |
| Proveedor de los reactores nucleares     | General Electric |
| Modelo de los reactores                  | BWR-5/Reactor de agua ligera en ebullición |
| Potencia térmica por reactor             | 2027 MWt (2317 MWt al 120 %) |
| Carga Inicial de combustible por reactor | 444 ensambles, 92 t de dióxido de uranio con 1.87 % del isótopo U235 en promedio.                                                                         |
| Carga anual de combustible por reactor   | 96 ensambles de dióxido de uranio con 2.71 % de U235 en promedio.                                                                                         |
| Proveedor de los turbogeneradores        | Alstom (Anteriormente eran Mitsubishi Electric) |
| Potencia Eléctrica Bruta por unidad      | 820.00 MWe |
| Potencia Eléctrica Neta por unidad       | 805.00 MWe |
| Energía anual generada por unidad        | 4782 GWh, trabajando al 80 % de la capacidad de cada unidad                                                                                               |
| Ahorro anual en combustóleo por unidad   | 1 096 000 m³ (6 895 000 barriles) |
| Líneas de transmisión                    | cinco de 400 kV a la subestación Cruz azul maniobras, estado de Puebla, Manlio Fabio Altamirano 1 y 2, y Poza Rica; Dos de 230 kV a la ciudad de Veracruz |